# Isle of Man TT 1927
De Isle of Man TT 1927 was de zestiende uitvoering van de Isle of Man TT. Ze werd verreden op de Snaefell Mountain Course, een stratencircuit op het eiland Man.
| 1927 | - Ronderecord (69,18 mph) in de Junior TT (Wal Handley, Rex-ACME-Blackburne) - Ronderecord (70,90 mph) in de Senior TT (Stanley Woods, Norton CS1) |

## Algemeen
De TT van Man van 1927 moest het doen zonder Pietro Ghersi, die tijdens een race in Italië beide benen gebroken had. Achille Varzi, die tot dat moment met Sunbeam was aangetreden, nam zijn plaats in, gesteund door Luigi Arcangeli. In de Lightweight TT kwam ook Mario Ghersi voor Moto Guzzi uit. De Junior TT begon tegen de verwachting in aan interesse te verliezen. HRD zette zelfs geen fabrieksrijders in, maar Freddie Dixon reed er een als privérijder. Tijdens de trainingen kwam Archie Birkin bij Rhencullen om het leven. Tijdens de Lightweight TT kwam John Cooke om het leven door een val bij East Mountain Gate.
De dood van John "Jack" Cooke was een voorbeeld van de slechte bereikbaarheid van de hele Mountain Section. Hij viel om half elf 's ochtends, maar lag bewusteloos op de weg, niet opgemerkt door de marshals. Een andere rijder, Leonard Higson, stopte en trok hem naar de berm. Daarna reed hij door tot hij enkele toeschouwers kon vertellen over het ongeluk en reed toen door naar de Bungalow waar de eerste marshals stonden. Van daaruit ging een groep toeschouwers, waaronder twee artsen en een verpleegster, met een draagbaar en verbandmiddelen onderweg naar Cooke. Ze moeten ten minste drie kilometer hebben gelopen om Cooke te bereiken. Het toegestroomde publiek werd intussen kwaad omdat er maar geen medische hulp kwam. Bij het Creg-ny-Baa Hotel had dr. Rentoul dienst. Hij werd telefonisch op de hoogte gebracht en ging per auto via binnenwegen naar de Bungalow en vandaar uit te voet verder. Onderweg kwam hij de groep verplegers met Cooke op de draagbaar tegen. Cooke werd vanaf de Bungalow met de Snaefell Mountain Railway naar Laxey gebracht en van daaruit met een ambulance naar Nobles Hospital in Douglas. Hij arriveerde daar pas om half drie 's middags, vier uur na zijn ongeval. Later op de dag overleed hij aan zijn verwondingen.

## Senior TT
Vrijdag 17 juni, zeven ronden (676 km), motorfietsen tot 500 cc
Norton liet Alec Bennett, Joe Craig, Jimmy Shaw en Stanley Woods trainen met de gloednieuwe, door Walter Moore ontwikkelde Norton CS1 met bovenliggende nokkenas. die machine zou de basis vormen voor de latere Norton International, de Norton Manx én de NSU SS 500. De machines werden inderdaad ingezet, maar Craig moest na het startsein eerst zijn vetgeslagen bougie vervangen. Stanley Woods opende met een ronderecord met staande start. De Rudge-rijders deden het naar verwachting goed, hoewel Longman slechts elfde lag en in de tweede ronde uitviel. Freddie Dixon reed aanvankelijk sterk, maar verloor in de vierde ronde zijn schakelpook, waardoor hij ver terugviel. In de vijfde ronde viel Woods uit met een slippende koppeling. Na de zesde ronde leidde Bennett met zeven minuten voorsprong. Achter hem vochten coureurs met vijf verschillende merken. Craig viel in de laatste ronde uit. Alec Bennett won voor Jimmie Guthrie en Tom Simister.

### Uitslag Senior TT
| Pos | Coureur            | Merk       | Tijd      | Snelheid  |
| --- | ------------------ | ---------- | --------- | --------- |
| 1   | Alec Bennett       | Norton     | 3:51"42'0 | 68,41 mph |
| 2   | Jimmie Guthrie     | New Hudson | 4:00"03'0 | 66,02 mph |
| 3   | Tom Simister       | Triumph    | 4:01"03'0 | 65,75 mph |
| 4   | Jimmy Shaw         | Norton     | 4:04"28'0 | 64,83 mph |
| 5   | Graham Walker      | Sunbeam    | 4:04"52'0 | 64,72 mph |
| 6   | Freddie Dixon      | HRD-JAP    | 4:06"26'0 | 64,32 mph |
| 7   | O. Langton         | New Hudson | 4:07"29'0 | 64,04 mph |
| 8   | Charlie Dodson     | Sunbeam    | 4:08"23'0 | 63,77 mph |
| 9   | George Rowley      | AJS        | 4:08"40'0 | 63,74 mph |
| 10  | W. Braidwood       | P&M        | 4:11"50'0 | 62,94 mph |
| 11  | Charlie Hough      | AJS        | 4:12"14'0 | 62,84 mph |
| 12  | W. Hobbs           | Triumph    | 4:17"06'0 | 61,65 mph |
| 13  | Henry Tyrell-Smith | Triumph    | 4:19"52'0 | 60,99 mph |
| 14  | Luigi Arcangeli    | Moto Guzzi | 4:20"13'0 | 60,91 mph |
| 15  | R. Parkinson       | AJS        | 4:21"13'0 | 60,68 mph |
| 16  | W. Birch           | Sunbeam    | 4:21"36'0 | 60,59 mph |
| 17  | E. Searle          | Norton     | 4:27"34'0 | 59,24 mph |
| 18  | N. Black           | Triumph    | 4:37"54'0 | 57,03 mph |

### Niet gestart
| Coureur       | Merk       | Oorzaak   |
| ------------- | ---------- | --------- |
| Archie Birkin | McEvoy-JAP | Overleden |

| \| Coureur \| Merk \| Oorzaak \| \| ---------------- \| --------------- \| --------------- \| \| Cecil Ashby \| Rudge-Whitworth \| Motor \| \| H. Brockbank \| Cotton-JAP \| Val \| \| Tom Bullus \| New Hudson \| \| \| Joe Craig \| Norton \| \| \| Howard R. Davies \| HRD-JAP \| Lekkende tank \| \| I. Faura \| BSA \| Motor \| \| Harry Langman \| Scott \| Motor \| \| Frank Longman \| Rudge-Whitworth \| \| \| E. Mainwaring \| Scott \| Vlotter \| \| Ernie Nott \| Rudge-Whitworth \| \| \| Len Parker \| Douglas \| Motor \| \| Jimmie Simpson \| AJS \| Motor \| \| Tommy Spann \| Sunbeam \| \| \| L. Stewart \| Norton \| Val \| \| Achille Varzi \| Moto Guzzi \| Versnellingsbak \| \| J. Vidal \| Norton \| \| \| Jim Whalley \| Douglas \| \| \| Stanley Woods \| Norton \| koppeling \| |                 |                 |
| Coureur | Merk            | Oorzaak         |
| Cecil Ashby | Rudge-Whitworth | Motor           |
| H. Brockbank | Cotton-JAP      | Val             |
| Tom Bullus | New Hudson      |                 |
| Joe Craig | Norton          |                 |
| Howard R. Davies | HRD-JAP         | Lekkende tank   |
| I. Faura | BSA             | Motor           |
| Harry Langman | Scott           | Motor           |
| Frank Longman | Rudge-Whitworth |                 |
| E. Mainwaring | Scott           | Vlotter         |
| Ernie Nott | Rudge-Whitworth |                 |
| Len Parker | Douglas         | Motor           |
| Jimmie Simpson | AJS             | Motor           |
| Tommy Spann | Sunbeam         |                 |
| L. Stewart | Norton          | Val             |
| Achille Varzi | Moto Guzzi      | Versnellingsbak |
| J. Vidal | Norton          |                 |
| Jim Whalley | Douglas         |                 |
| Stanley Woods | Norton          | koppeling       |

## Junior TT
Maandag 13 juni, zeven ronden (676 km), motorfietsen tot 350 cc
Na de eerste ronde van de Junior TT ging de elektrische klok die de standen doorgaf stuk, waardoor de rijden en daarmee de posities een tijdje onbekend bleven. In elk geval lag Jimmie Simpson op de tiende plaats en Charlie Dodson en G. Reynard presteerden boven verwachting. In de tweede ronde begon Wal Handley plaatsen goed te maken. Hij reed een ronderecord van 69,18 mph. Hij liep daarbij weg van Freddie Dixon, die ook op snelheid begon te komen. Dodson begon terug te vallen om uiteindelijk in de vijfde ronde op te geven door een totaal vernielde achterband. Handley viel in de vijfde ronde bij Quarterbridge, waardoor Dixon dichterbij kwam, maar na de zesde ronde had Handley bijna zes minuten voorsprong. Tom Bullus, de laatste overgebleven New Hudson-rijder, viel in die ronde uit. Harold Willis en Paddy Johnston begonnen nu de voorste posities in te nemen, maar aan de overwinning van Wal Handley was weinig twijfel. Simpson kende nog wat problemen met zijn ketting en reed in Kirk Michael een hond aan. Een halve ronde voor de finish viel Handley echter uit. Reynard passeerde de finish al eerste, maar toen de tijden doorkwamen bleek Freddie Dixon de race met bijna elf minuten verschil gewonnen te hebben voor Willis en Simpson.

### Uitslag Junior TT
| Pos | Coureur         | Merk          | Tijd      | Snelheid  |
| --- | --------------- | ------------- | --------- | --------- |
| 1   | Freddie Dixon   | HRD-JAP       | 3:55"54'0 | 67,19 mph |
| 2   | Harold Willis   | Velocette     | 4:06"39'0 |           |
| 3   | Jimmie Simpson  | AJS           | 4:08"22'0 |           |
| 4   | G. Reynard      | Royal Enfield | 4:08"24'0 |           |
| 5   | Paddy Johnston  | Cotton-JAP    | 4:10"21'0 |           |
| 6   | Edwin Twemlow   | Excelsior-JAP | 4:12"19'0 |           |
| 7   | C. Barrow       | Royal Enfield | 4:15"23'0 |           |
| 8   | Len Cohen       | AJS           | 4:18"34'0 |           |
| 9   | W. Pearce       | DOT-JAP       | 4:21"39'0 |           |
| 10  | G. Himing       | Zenith        | 4:22"27'0 |           |
| 11  | J. Burney       | Royal Enfield | ?         |           |
| 12  | W. Colgan       | Cotton-JAP    | 4:26"21'0 |           |
| 13  | S. Jackson      | AJS           | 4:30"46'0 |           |
| 14  | Kenneth Twemlow | Excelsior-JAP | 4:34"28'0 |           |
| 15  | J. Wade         | AJS           | 4:34"46'0 |           |
| 16  | A. Austin       | BSA           | 4:36"25'0 |           |
| 17  | Tommy Spann     | Sunbeam       | 4:38"46'0 |           |
| 18  | T. Stewart      | Royal Enfield | 4:41"48'0 |           |
| 19  | A. Melrose      | Sunbeam       | 4:46"34'0 |           |
| 20  | S. Gill         | Calthorpe     | 5:06"44'0 |           |

| \| Coureur \| Merk \| Oorzaak \| \| -------------- \| ------------------- \| ---------------- \| \| Alec Bennett \| Velocette \| Motor \| \| Tom Bullus \| New Hudson \| \| \| Charlie Dodson \| Sunbeam \| Achterband \| \| Jimmie Guthrie \| New Hudson \| Benzineleiding \| \| Wal Handley \| Rex-ACME-Blackburne \| \| \| Len Horton \| New Imperial \| \| \| Charlie Hough \| AJS \| Motor \| \| O. Langton \| New Hudson \| Gebroken ketting \| \| Frank Longman \| Velocette \| Motor \| \| Len Parker \| Douglas \| \| \| Jock Porter \| New Gerrard \| Val \| \| George Rowley \| AJS \| \| \| Graham Walker \| Sunbeam \| \| |                     |                  |
| Coureur | Merk                | Oorzaak          |
| Alec Bennett | Velocette           | Motor            |
| Tom Bullus | New Hudson          |                  |
| Charlie Dodson | Sunbeam             | Achterband       |
| Jimmie Guthrie | New Hudson          | Benzineleiding   |
| Wal Handley | Rex-ACME-Blackburne |                  |
| Len Horton | New Imperial        |                  |
| Charlie Hough | AJS                 | Motor            |
| O. Langton | New Hudson          | Gebroken ketting |
| Frank Longman | Velocette           | Motor            |
| Len Parker | Douglas             |                  |
| Jock Porter | New Gerrard         | Val              |
| George Rowley | AJS                 |                  |
| Graham Walker | Sunbeam             |                  |

## Lightweight TT
Woensdag 15 juni, zeven ronden (676 km), motorfietsen tot 250 cc
In de vierde ronde reed Alec Bennett een nieuw ronderecord, maar daarna viel hij uit. Wal Handley maakte zijn tegenslag in de Junior TT goed door de Lightweight TT te winnen. Luigi Arcangeli werd de eerste Italiaan die het podium bereikte. Hij deed dat met de Moto Guzzi Monoalbero 250. Leonard Higson werd tiende met een half uur achterstand op Handley. Hij had veel tijd verloren met het regelen van hulp voor de zwaargewonde John Cooke, die in bij East Mountain Gate bewusteloos en onopgemerkt door de organisatie op de weg lag.
| Pos | Coureur         | Merk                | Tijd      | Snelheid  |
| --- | --------------- | ------------------- | --------- | --------- |
| 1   | Wal Handley     | Rex-ACME-Blackburne | 4:10"22'0 | 63,30 mph |
| 2   | Luigi Arcangeli | Moto Guzzi          | 4:18"52'0 | 61,20 mph |
| 3   | Cecil Ashby     | OK Supreme          | 4:19"24'0 | 61,10 mph |
| 4   | Syd Crabtree    | Crabtree-JAP        | 4:32"32'0 |           |
| 5   | Achille Varzi   | Moto Guzzi          | 4:35"08'0 |           |
| 6   | F. Hall         | New Imperial        | 4:35"56'0 |           |
| 7   | C. Barrow       | Royal Enfield       | 4:36"21'0 |           |
| 8   | Syd Gleave      | DOT                 | 4:37"01'0 |           |
| 9   | Geoff Davison   | Rex-ACME-Blackburne | 4:39"26'0 |           |
| 10  | Leonard Higson  | Montgomery-JAP      | 4:41"00'0 |           |
| 11  | J. Burney       | Royal Enfield       | 4:41"15'0 |           |
| 12  | G. Boudin       | OK Supreme          | 4:43"22'0 |           |
| 13  | Eric Fernihough | New Imperial        | 4:4"48'0  |           |
| 14  | T. Stewart      | Royal Enfield       | 4:45"54'0 |           |
| 15  | S. Jones        | New Imperial        | 4:46"05'0 |           |
| 16  | Len Horton      | New Imperial        | 4:54"27'0 |           |
| 17  | J. Robinson     | New Imperial        | 4:59"43'0 |           |

| Coureur         | Merk          | Oorzaak |
| --------------- | ------------- | ------- |
| Alec Bennett    | OK Supreme    |         |
| John Cooke      | DOT           | Val (†) |
| Mario Ghersi    | Moto Guzzi    |         |
| Paddy Johnston  | Cotton-JAP    |         |
| Jock Porter     | New Gerrard   |         |
| Edwin Twemlow   | Excelsior-JAP |         |
| Kenneth Twemlow | Excelsior-JAP |         |

1907 · 1908 · 1909 · 1910 · 1911 · 1912 · 1913 · 1914 · Eerste Wereldoorlog · 1920 · 1921 · 1922 · 1923 · 1924 · 1925 · 1926 · 1927 · 1928 · 1929 · 1930 · 1931 · 1932 · 1933 · 1934 · 1935 · 1936 · 1937 · 1938 · 1939 · Tweede Wereldoorlog · 1947 · 1948 · 1949 · 1950 ·1951 · 1952 · 1953 · 1954 · 1955 · 1956 · 1957 · 1958 · 1959 · 1960 · 1961 · 1962 · 1963 · 1964 · 1965 · 1966 · 1967 · 1968 · 1969 · 1970 · 1971 · 1972 · 1973 · 1974 · 1975 · 1976 · 1977 · 1978 · 1979 · 1980 · 1981 · 1982 · 1983 · 1984 · 1985 · 1986 · 1987 · 1988 · 1989 · 1990 · 1991 · 1992 · 1993 · 1994 · 1995 · 1996 · 1997 · 1998 · 1999 · 2000 · 2002 · 2003 · 2004 · 2005 · 2006 · 2007 · 2008 · 2009 · 2010 · 2011 · 2012 · 2013 · 2014